# Parque Nacional da Reunião
O Parque Nacional da Reunião (em francês:  Parc national de La Réunion, pronúncia em francês: [paɾk natjɔnal də la ɾeynjõ]) é um parque nacional da França localizado na ilha de Reunião, um departamento ultramarino no Oceano Índico ocidental. Estabelecido em 5 de março de 2007, o parque protege os ecossistemas endêmicos de Les Hauts, o interior montanhoso da Reunião, e cobre cerca de 42% da ilha. Entre as espécies endêmicas mais notáveis estão a ave Coracina newtoni e a lagartixa Phelsuma borbonica.
Os planos para um parque datam de 1985 e, em uma pesquisa pública realizada em 2004, as comunas da Reunião aprovaram a criação de um parque nacional. Ele passou a existir oficialmente em 2007. A paisagem vulcânica do parque, incluindo o Piton de la Fournaise, um vulcão ativo, foi designada como Patrimônio da Humanidade em 2010, sob o nome "Pitons, cirques e remparts da Ilha da Reunião" por seu imponente terreno acidentado e excepcional biodiversidade. A missão do parque, além de preservar a paisagem e a biodiversidade, é compartilhar conhecimento e receber visitantes, além de trabalhar em conjunto com as comunas locais. É um destino popular para trilhas e montanhismo.
Entretanto, já surgiram controvérsias sobre o desenvolvimento econômico no parque, principalmente a exploração de energia geotérmica. Em 2016, o Conselho Regional da Reunião tinha planos de rebaixar o parque nacional para um parque natural regional para facilitar o desenvolvimento do turismo. Isso foi contestado pelas autoridades do parque e por políticos da oposição.

## História
As propostas de criação de um parque foram levantadas pela primeira vez em 1985. A Carta Ambiental da Reunião e o Plano de Desenvolvimento Regional estabeleceram formalmente o princípio de que um parque deveria ser criado em Les Hauts, o interior montanhoso da ilha. O Ministério do Meio Ambiente da França foi oficialmente consultado para a criação de um parque nacional.
Entre 2000 e 2003, foi lançado um processo de consulta, no qual o estado, a região, o departamento e a associação de prefeitos concordaram com um protocolo e estabeleceram um comitê de direção. 27 das 29 instituições endossaram o plano de criação de um parque nacional e, em 29 de março de 2003, o primeiro-ministro francês assinou um decreto reconhecendo o projeto.
Os debates e as negociações sobre os limites e os objetivos do futuro parque nacional se intensificaram. Entre agosto e setembro de 2004, o plano foi objeto de uma pesquisa pública, organizada pelo prefeito nas 24 comunas da ilha. As comunas responderam positivamente ao projeto, acrescentando algumas recomendações.
O parque passou a existir oficialmente em 5 de março de 2007, por meio de um decreto adotado após o parecer do Conselho de Estado. Em abril de 2007, o Conselho de Administração tomou posse, entre 2007 e 2009, foram contratados funcionários e feitas instalações no local. Em 2008, começaram os trabalhos para estabelecer a carta do parque nacional.
Em 1º de agosto de 2010, o Comitê do Patrimônio Mundial da UNESCO reconheceu o valor dos locais naturais dentro do Parque Nacional da Reunião e incluiu os "Pitons, cirques e remparts da Ilha da Reunião" em sua lista de Patrimônio Mundial.

## Missão
Em seu estatuto, o parque nacional identifica quatro objetivos principais:
1. preservar a diversidade das paisagens e acompanhar sua evolução;
2. reverter a perda de biodiversidade;
3. preservar e agregar valor à cultura das terras altas e garantir a transmissão de seus valores;
4. promover o desenvolvimento econômico das terras altas.[4]:3

## Geografia

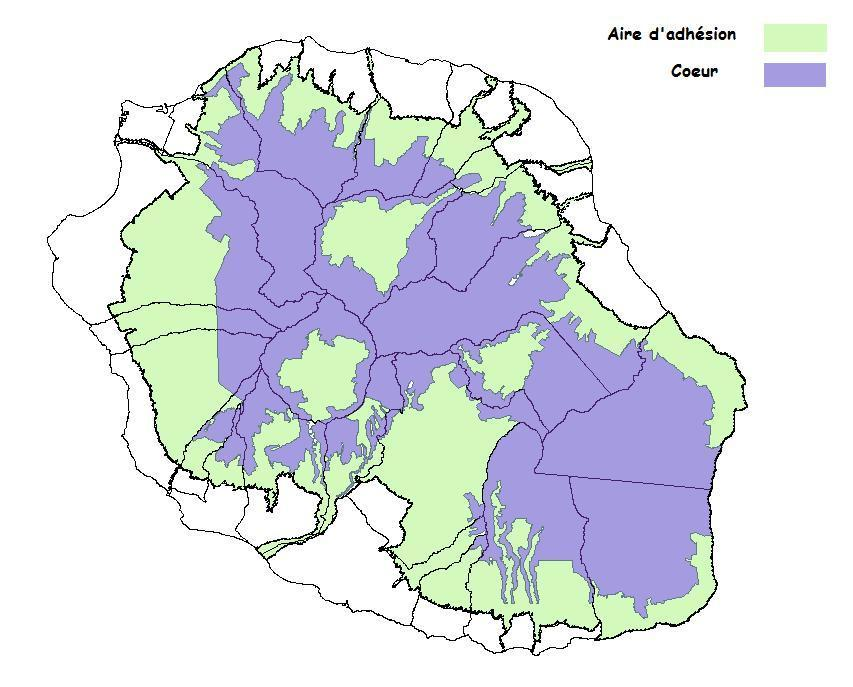
Área central (azul) e zona de amortecimento (verde) do Parque Nacional da Reunião

O núcleo do Parque Nacional da Reunião abrange 1053,84 km² no interior da ilha, correspondendo a 42% de sua superfície e estendendo-se pelas terras de 23 comunas. Essa área central também inclui algumas terras habitadas e cultivadas. Adjacente ao centro está uma área de compromisso voluntário (aire d'adhésion, zona de amortecimento) que cobre 876,96km² e abrange todas as 24 comunas da ilha. No total, o parque se estende por mais de 75% da ilha.:12 A ilha da Reunião é de origem vulcânica e está situada sobre um hotspot. Dois vulcões integram sua estrutura: o Piton des Neiges, com mais de 3000 metros de altura, e o ainda ativo Piton de la Fournaise. Quatro áreas principais formam o coração do parque nacional, listado como Patrimônio Mundial:
- a floresta Mare Longue em Saint-Philippe, incluindo alguns dos vestígios mais bem preservados de floresta tropical de baixa altitude, denominada Forêt de bois de couleurs des Bas;

- o Cirque de Cilaos com as formações rochosas Pain de Sucre e La chapelle, no estreito desfiladeiro do rio Bras Rouge, e a câmara magmática acessível de cem mil anos;

- o Cirque de Salazie com o Piton d'Anchaing, um monte imponente de 1356 metros de altura;

- La Grande Chaloupe entre Saint-Denis e La Possession, um dos últimos remanescentes da floresta semicaducifólia, antes comum no oeste da ilha, aqui preservada e restaurada.

## Vida selvagem
A Reunião compartilha uma história natural comum com as outras ilhas Mascarenhas, Maurícia e Rodrigues, pois todas as três ilhas eram desabitadas antes de 1600. A chegada do homem levou à extinção em massa e à introdução de espécies, como os caramujos terrestres gigantes na Reunião, que ameaçaram o habitat e as espécies nativas. Acredita-se que menos de 25% da ilha de Reunião esteja coberta pela vegetação original, conforme o World Wildlife Fund (WWF), a maioria restrita a altitudes mais elevadas. As florestas da Ilha da Reunião e das outras duas ilhas foram classificadas como a ecorregião das "florestas de Mascarenhas" pelo WWF, com status de conservação "em perigo". A Conservação Internacional inclui a Ilha da Reunião no "hotspot de biodiversidade de Madagascar e Ilhas do Oceano Índico", uma área prioritária para conservação. Quase tantas plantas exóticas quanto as nativas, 830, tornaram-se naturalizadas na ilha, e 50 são consideradas invasoras, ameaçando a flora e os habitats nativos.
O isolamento da ilha e sua diversidade de habitats e microclimas favoreceram a diversificação de uma flora altamente endêmica: das 850 espécies de plantas nativas conhecidas, 230 são endêmicas e metade delas está em perigo de extinção. Essa flora nativa é encontrada em várias altitudes. A topografia acidentada do parque também permitiu a especiação alopátrica de muitas espécies de pássaros, como o petrel-de-Barau, o Tartaranhão-de-Reunião, o Lalage newtoni, e o Zosterops borbonicus, bem como a diferenciação genética dentro dessas espécies. No total, 18 espécies de pássaros são encontradas na Reunião, sendo que metade delas é endêmica. Pelo menos 22 espécies de pássaros já foram extintas desde a colonização humana. Uma grande ameaça à fauna de pássaros são os gatos e ratos ali introduzidos. Entre os mamíferos,  o morcego Pteropus niger recolonizou a Reunião após ter sido extinto da ilha. Espécies notáveis de borboletas incluem Papilio phorbanta e Salamis augustina, e um réptil endêmico é a Phelsuma borbonica.
Fauna e flora endêmicas do Parque Nacional da Reunião
- Phelsuma inexpectata, lagartixa diurna ornamentada da Ilha da Reunião
- Acanthophoenix rousselii, uma palmeira endêmica
- Gaertneria vaginata

## Galeria

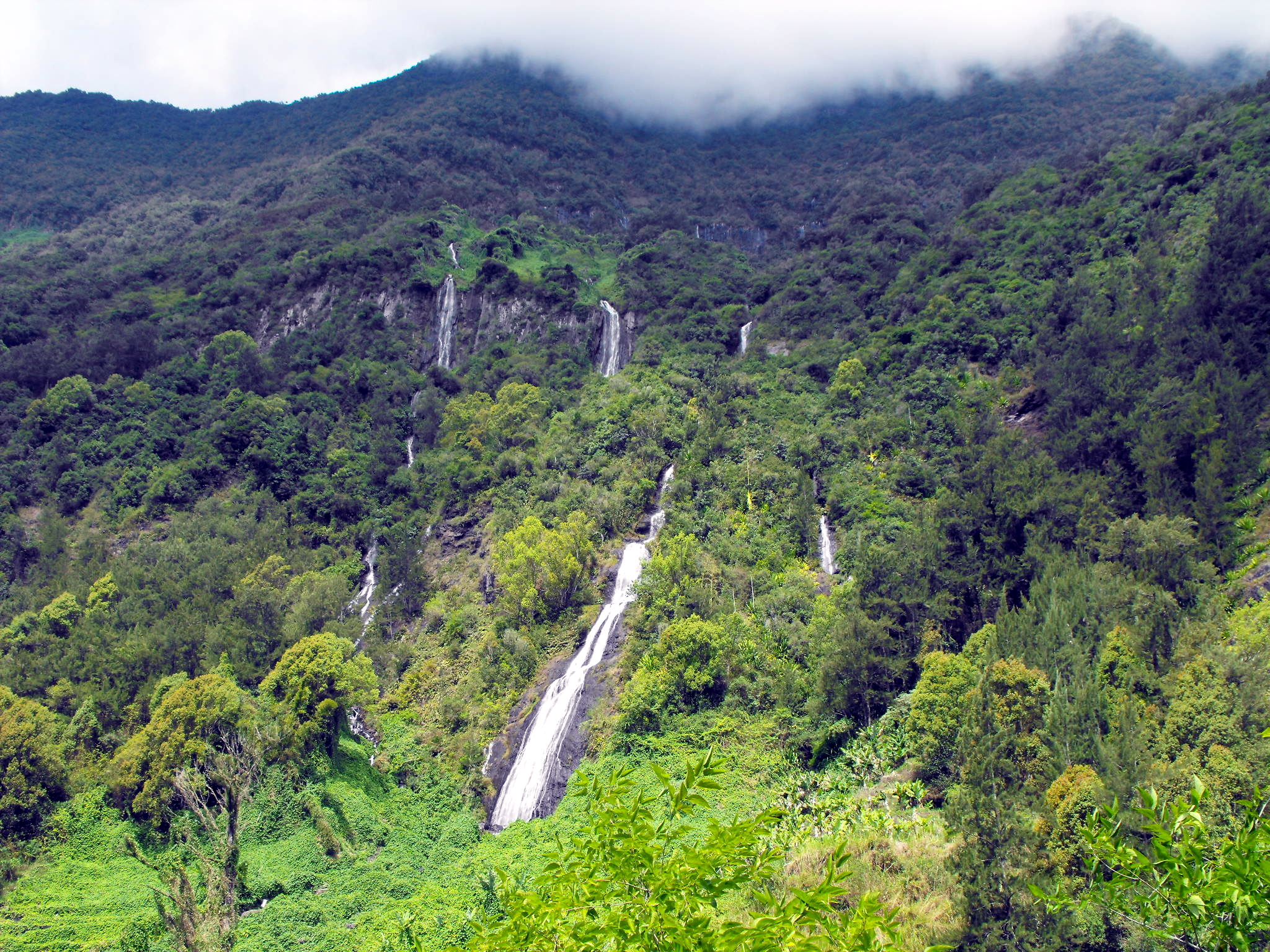
Cachoeira Véu da Noiva, Salazie
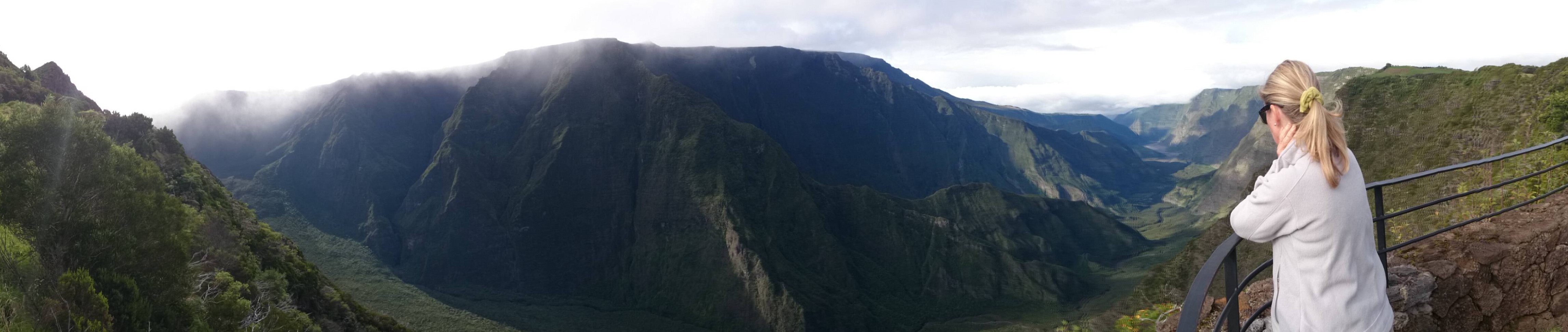
Vista panorâmica de Nez de Boeuf
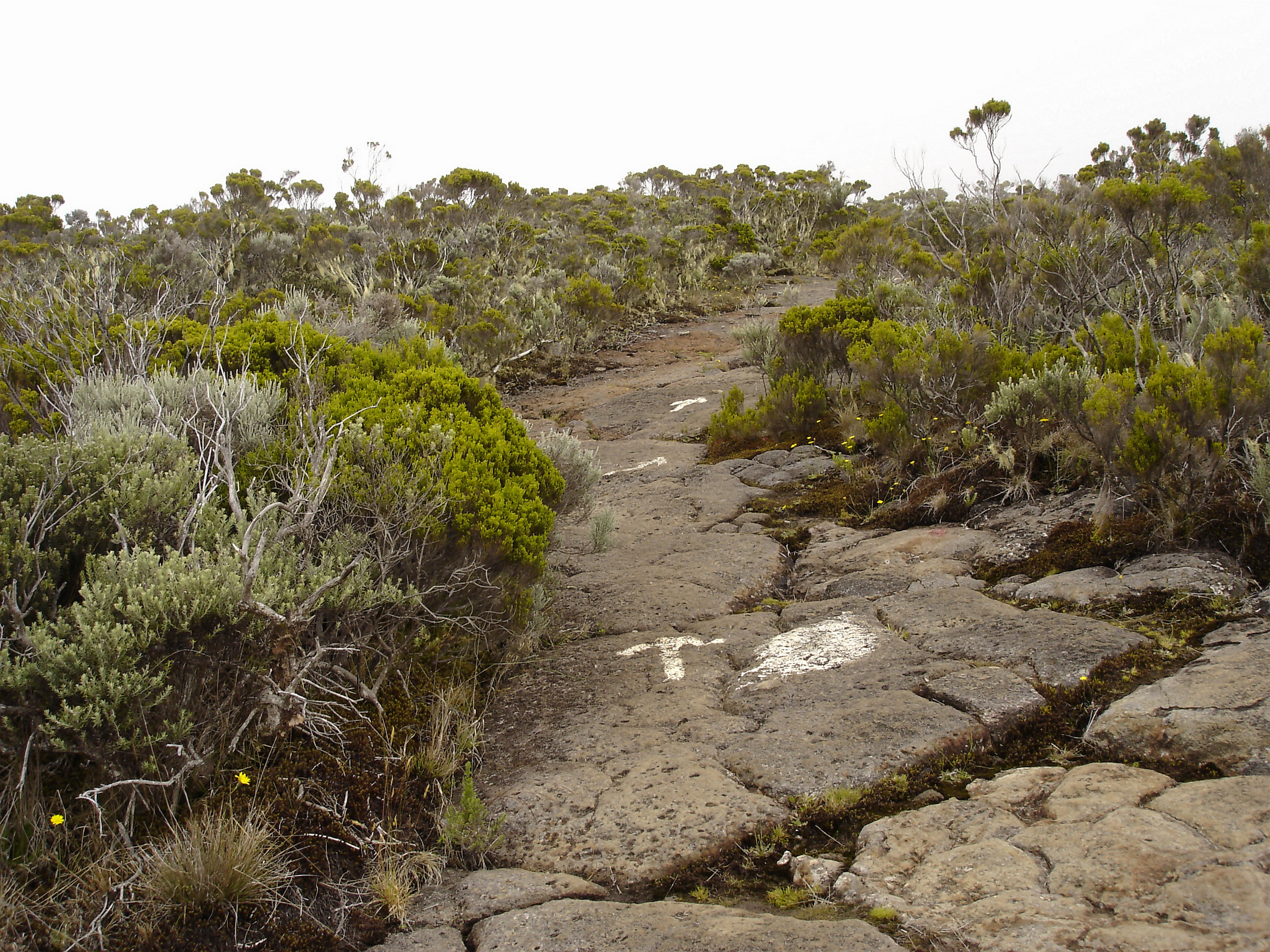
Trilha que leva ao cume da Roche Écrite
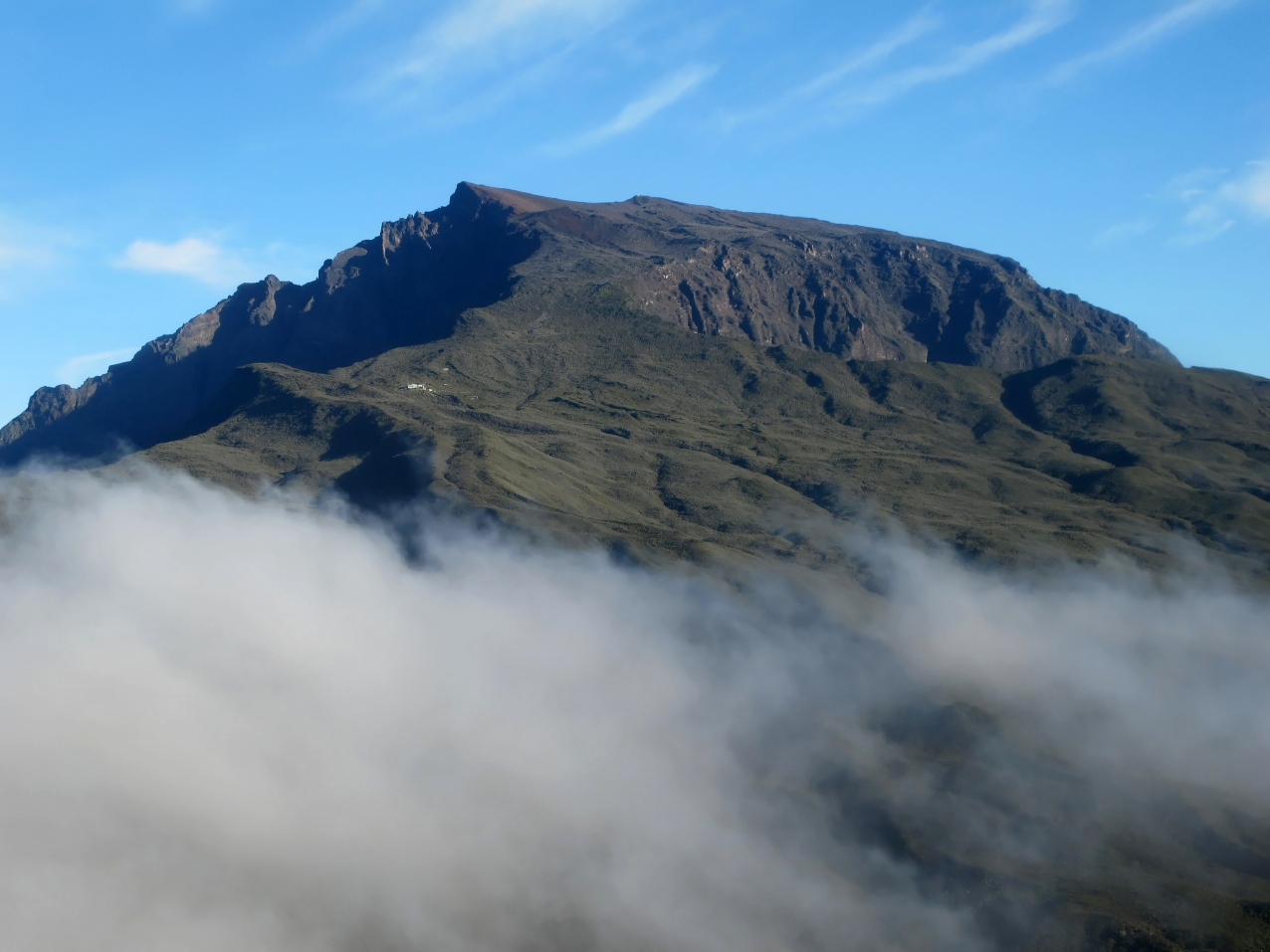
Piton des Neiges
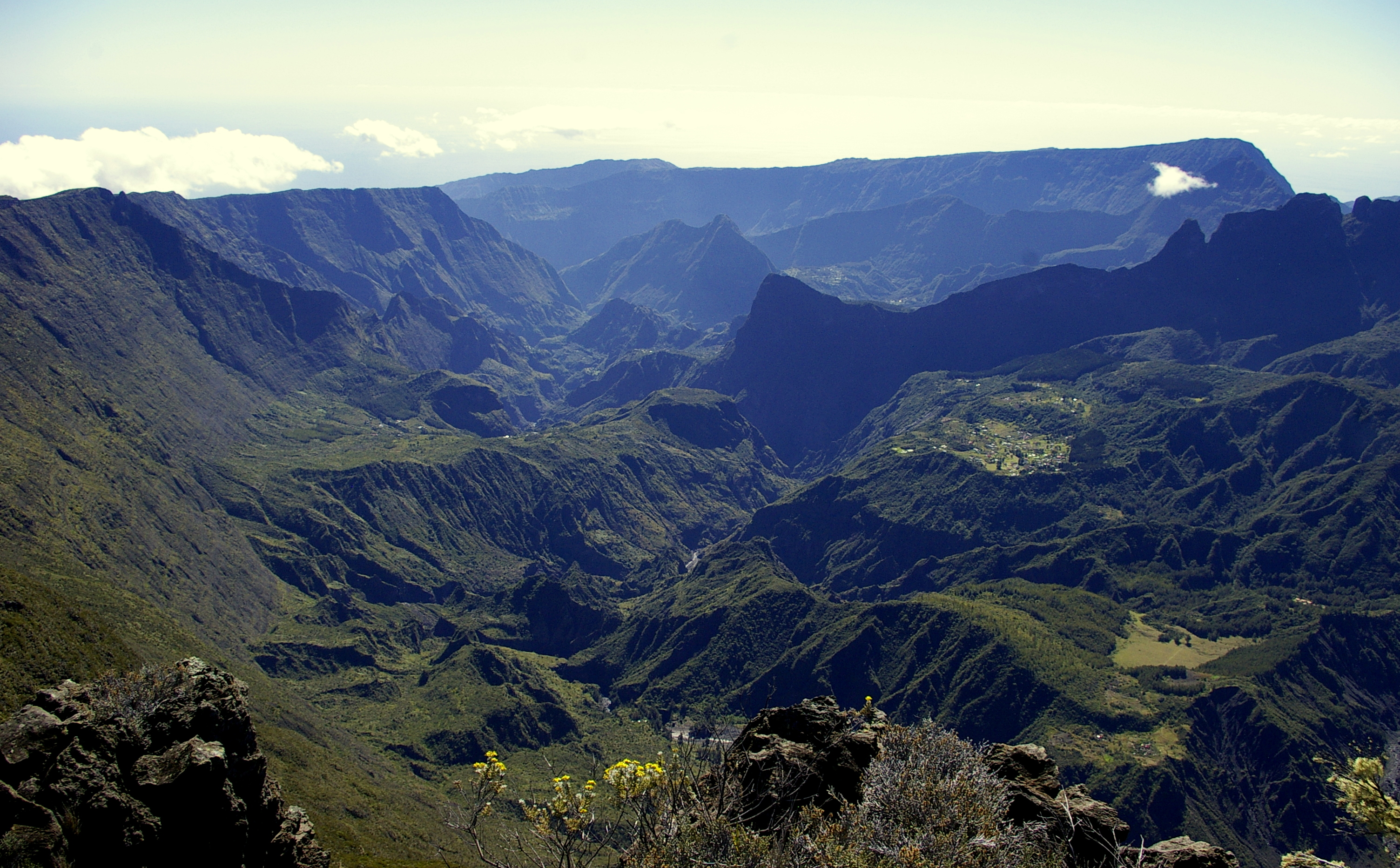
Cirque de Mafate e a ilhota La Nouvelle
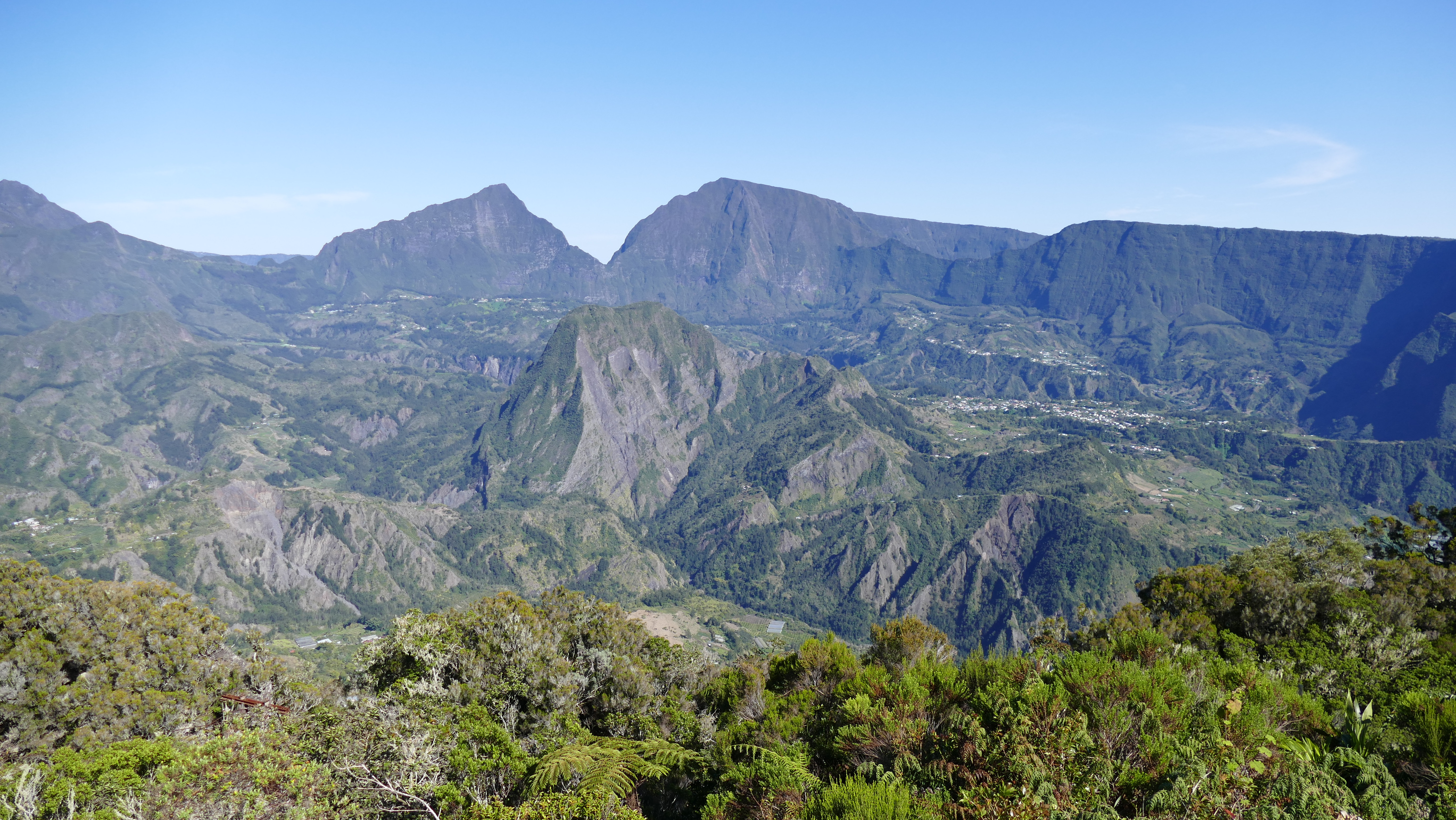
Cirque de Salazie
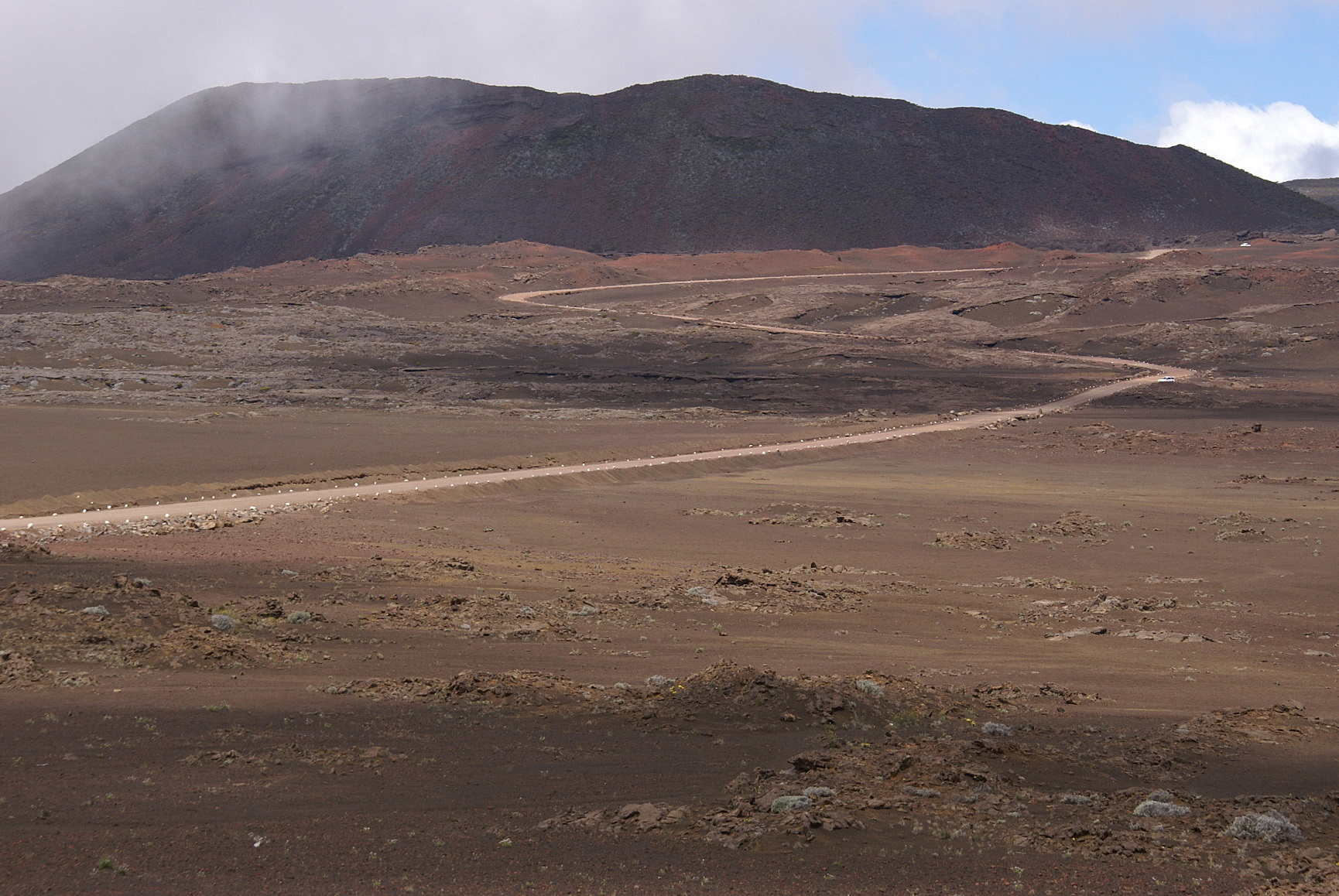
Plaine des Sables
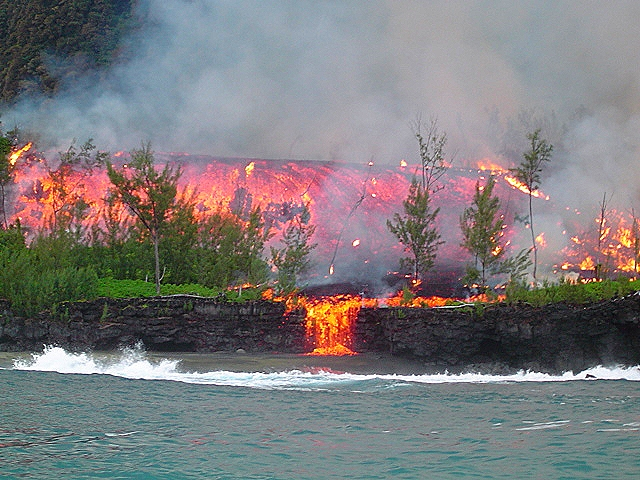
Fluxo de lava do Piton de la Fournaise
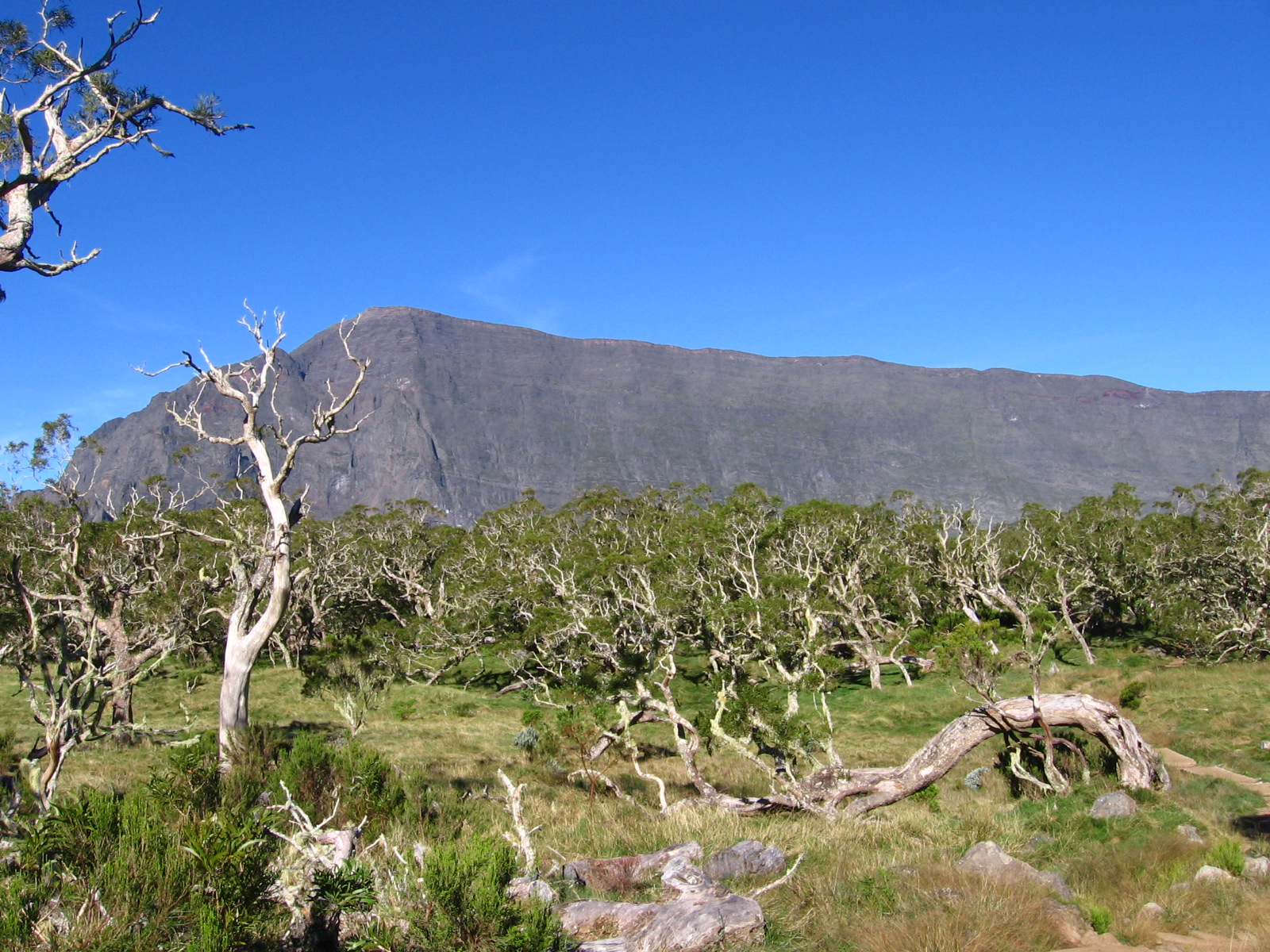
Floresta de Acacia heterophylla
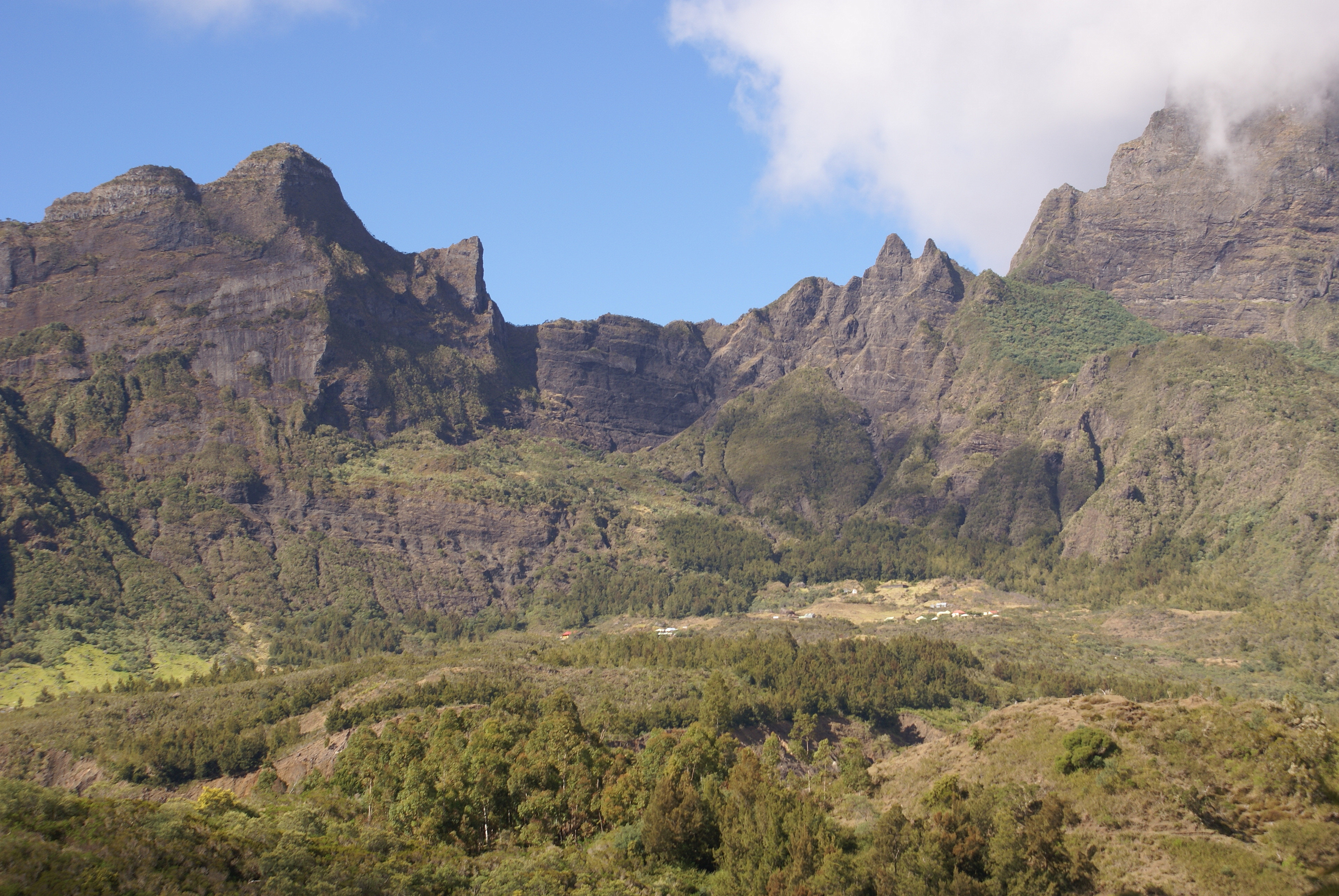
Cirque de Mafate

## Turismo
O parque nacional é uma das principais atrações da Ilha da Reunião. Suas montanhas são um destino popular para trilhas e montanhismo. Há mais de 900km de trilhas marcadas, atravessando paisagens tão diferentes como florestas tropicais, plantações de cana-de-açúcar e campos vulcânicos. Elas incluem três trilhas de longa distância aprovadas pela Fédération Française de Randonnée Pédestre (Federação Francesa de Trilhas), com alojamentos nas montanhas ao longo da trilha. Mais de 400 mil pessoas visitam anualmente o vulcão Piton de la Fournaise, para o qual foi criada uma trilha.
O centro de visitantes do parque, a Maison du parc em La Plaine-des-Palmistes, foi inaugurado em 21 de agosto de 2014 pelo presidente francês François Hollande.

## Gestão
O parque é administrado por um conselho administrativo (Conseil d'administration, CA) composto por 88 membros eleitos para mandatos de 6 anos, a maioria deles representantes locais. Um comitê executivo de 15 membros (Bureau) foi estabelecido durante o mandato do primeiro conselho administrativo e atua em seu nome.
Um conselho científico (Conseil scientifique, CS), com 18 membros de várias disciplinas e 11 especialistas externos, assessora o conselho administrativo e o diretor do parque. Além disso, há um conselho econômico, social e cultural (Conseil économique, social et culturel, CESC) composto por figuras públicas e representantes de instituições e associações locais.
Os regulamentos do parque, principalmente no que diz respeito ao núcleo da área, estão declarados em seu estatuto.:142-170

## Polêmicas
Desde a criação do parque nacional, surgiram debates sobre sua gestão e os impactos sobre a população do planalto. Os habitantes da área, que vivem em pequenos vilarejos, os chamados îlets, criticaram a administração por não respeitar sua história e tradições, e citaram atividades agrícolas proibidas em várias ocasiões. Os funcionários do parque afirmaram que toda atividade era possível sob certas condições.
O cenário vulcânico tem potencial para a produção de energia renovável a partir da energia geotérmica. No entanto, isso entra em conflito com a missão do parque nacional de preservar a paisagem natural e cultural.:23 A partir de 2016, foram realizados estudos-piloto para duas usinas geotérmicas de 5 MW, aos pés do Piton des neiges e na Plaine des Sables, onde um projeto já havia sido considerado e posteriormente abandonado. Ambos os locais ficam no aire d'adhésion fora da área central do parque, mas também foram feitas propostas para locais dentro dos limites do Patrimônio Mundial.
Em fevereiro de 2016, a maioria conservadora no Conselho Regional da Reunião, com o presidente Didier Robert, anunciou planos para transformar o parque nacional em um parque natural regional. Regras muito restritivas, que impediam o desenvolvimento do turismo, foram citadas como motivo. Um parque natural regional, diferentemente de um parque nacional, funciona com base em acordos mútuos e não tem poder para estabelecer suas próprias regulamentações. Os funcionários do parque e os políticos da oposição rejeitaram o plano, dizendo que ele ameaçaria a biodiversidade da ilha, a lista de Patrimônio Mundial e o acesso crítico ao financiamento estatal. Seria o primeiro caso de rebaixamento de um parque nacional na França. Em setembro de 2016, a diretora do parque nacional, Marylène Hoarau, anunciou sua saída sob pressão de Ségolène Royal, chefe do Ministério da Ecologia, Desenvolvimento Sustentável e Energia. Isso levou o presidente do parque, Daniel Gonthier, a suspeitar de interferência política, pois Hoarau havia criticado Robert por lançar uma chamada para propostas sobre o futuro do parque. Em uma entrevista, Robert negou envolvimento na saída de Hoarau e criticou a ministra por sua decisão.